# 李研吾
李研吾（1916年—1987年8月18日），原名李树田。山东莱西县索兰村人。中华人民共和国政治人物。

## 生平
1933年3月，李研吾于莱阳中学加入中国共产党。1934年2月，莱阳县委和各区委遭破坏，8月，与苏继光、张进成立中共莱阳特别支部，任宣传委员，从事恢复整顿莱阳党组织工作，新发展党员100余名，重建十几个党支部。1937年七七事变后，在莱阳组织中华民族解放先锋队，恢复中共党组织。1938年10月，任中共掖县县委书记。1939年8月，调任中共北海地委民运部长。后任中共南海地委副书记；1939年7月至1941年，担任中共胶东区委组织部城工科长、副部长。第二次国共内战期间，历任胶东区党委组织部副部长，潍坊市委组织部部长、副书记。
上海战役结束后，历任中共上海市委党校秘书长、上海市委纪委检查处处长、上海市政府检察委员会副主任、上海市政建设工委副书记。1954年至1967年1月，先后任上海市委财贸部副部长、市委常委，1962年，当选为上海市第四届人大代表。1976年11月，任上海财贸组负责人。1977年8月，当选为中共十一大代表。1978年7月，调任中共天津市委常委、市委组织部部长，后任市委临时纪委书记。1982年离休后，任天津市书法协会名誉会长。1987年8月18日病逝。